# Correio do Povo
Correio do Povo é um jornal diário brasileiro em formato tabloide pertencente ao Grupo Record, com circulação no estado do Rio Grande do Sul. Foi fundado em 1 de outubro de 1895 pelo jornalista Caldas Júnior, então com 27 anos. Circulou durante 89 anos de forma ininterrupta, entre 1895 e junho de 1984, reiniciando sua publicação em 31 de agosto de 1986.

## História

### O róseo
Com apenas 26 anos, Caldas Júnior fundou um jornal que, segundo declarou no editorial de seu primeiro número, "vai ser feito para toda a massa, não para determinados indivíduos de uma facção."
Como assinala o historiador Nestor Ericksen, na época a imprensa gaúcha caracterizava-se pelas fortes tendências políticas, influindo diretamente na opinião pública local, conforme os interesses partidários. Havia jornais pró-maragatos e pró-pica-paus, alcunhas pelas quais eram conhecidos os adeptos dos principais partidos políticos gaúchos ao final do século XIX. Os maragatos identificavam-se pelo uso de um lenço vermelho em volta do pescoço e os chimangos pelo uso de lenço branco. Caldas Júnior, para mostrar que o Correio estava equidistante das duas correntes, imprimiu seu jornal num papel de tom rosado, daí ter sido conhecido, nos seus primeiros tempos, como o róseo. Por um único dia, em 10 de setembro de 1924, o jornal circulou com um papel verde: a Revolta Paulista afetava o fornecimento do material que chegava pelo porto de Santos e foi preciso usar o único disponível naquele momento.
A primeira edição do Correio do Povo saiu em uma terça-feira, com quatro páginas divididas em seis colunas e 2 mil exemplares. A redação ficava na Rua dos Andradas, 132. Pouco mais de três anos depois, já eram impressos 4,5 mil exemplares. Desde então, o Correio passou a ostentar no cabeçalho os seguintes dizeres: O jornal de maior circulação e tiragem do Rio Grande do Sul.
O Correio foi inovador na profissionalização dos jornalistas, passando a contar com quadro próprio e não, como ocorria em outros jornais da época, com colaboradores que tinham outra fonte de renda. Também deu ênfase aos aspectos tecnológicos: por exemplo, teve quatro impressoras num período de quinze anos, também teve a primeira impressora rotativa do Rio Grande do Sul, em 1910, quando atingiu uma circulação de 10 mil exemplares.

### Breno Caldas

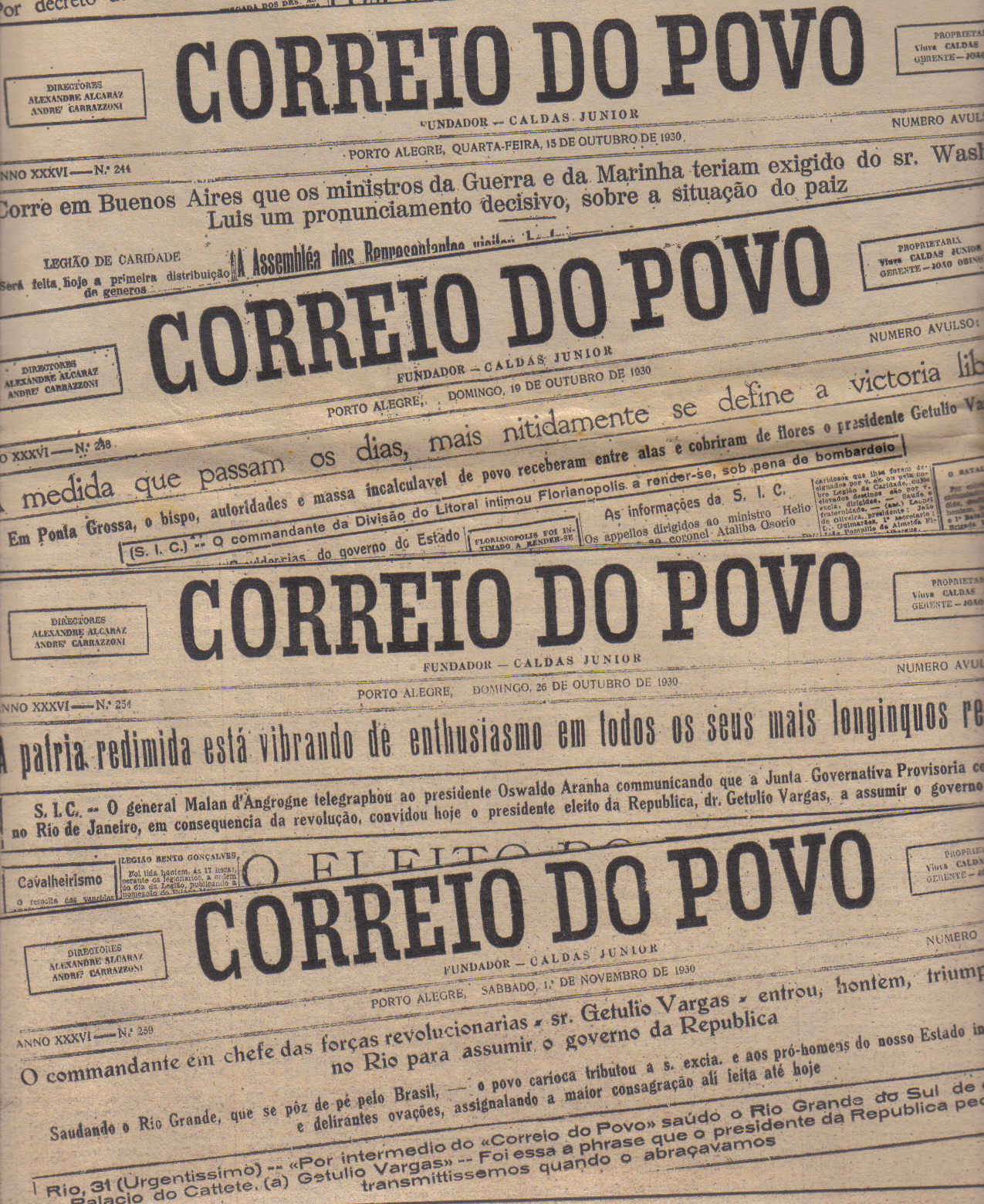
Correio do Povo: sucessão de manchetes sobre a Revolução de 1930

Com a morte prematura do fundador, em 1913, sua viúva Dolores Alcaraz Caldas assumiu o controle e o jornal passou por dificuldades econômicas, passando o comando para José Alexandre Alcaraz, seu irmão, em 1924. Três anos depois, é o filho do primeiro casamento do fundador do jornal, Fernando Caldas, que toma a frente da empresa, a convite de Dolores.
Os problemas financeiros só cessaram em 1935, quando a direção da Companhia Jornalística Caldas Júnior foi assumida pelo filho de Dolores e Caldas Júnior, Breno Alcaraz Caldas, que nela permaneceu por mais de cinquenta anos.
Em 1946, o jornal deixou as instalações alugadas que ocupava na Rua dos Andradas, instalando-se no então edifício Hudson, na atual rua Caldas Júnior. A via, que se chamava Paysandu, ganhara o nome do fundador do Correio, que ostenta até hoje, dois anos antes, por decreto do prefeito Antônio Brochado da Rocha. O antigo Hudson é o mesmo prédio que ainda hoje abriga as redações do Correio do Povo e da Rádio Guaíba.
Em 20 de setembro de 1972, o Correio sentiu a repressão da censura imposta à imprensa pela ditadura militar. Ao publicar uma reportagem sobre pronunciamentos de parlamentares contra a censura, apesar de advertido a não o fazer, Breno Caldas viu toda a edição daquele dia ser apreendida pela Polícia Federal. Quando o comandante da operação determinou que a edição apreendida fosse transportada nos caminhões do próprio jornal para a sede da Polícia Federal, Breno Caldas interveio pessoalmente proibindo que os caminhões fossem usados para essa finalidade, o que obrigou os policiais a requisitarem caçambas que trabalhavam no cais do porto, ali perto.

### Jornal literário

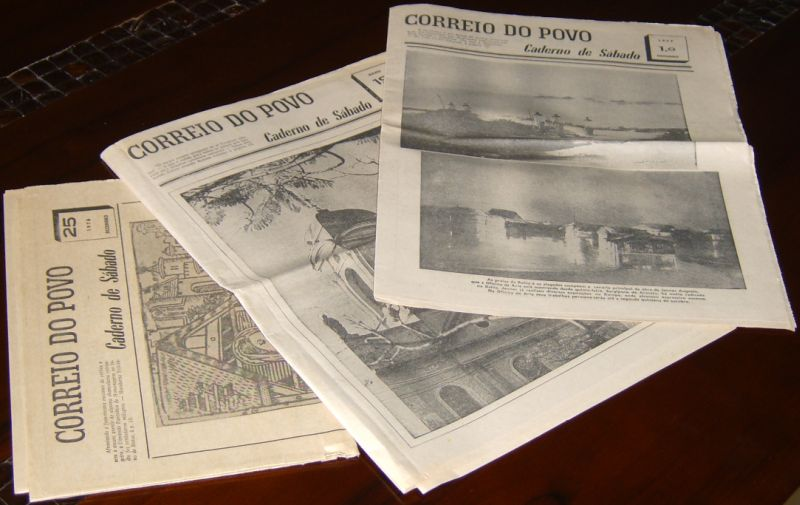
Exemplares do Caderno de Sábado, na década de 70 (foto: Luiz Moraes)

Desde seu primeiro número, o Correio se apresenta não só como um órgão comercial, mas também literário. Na última página, um folhetim ao gosto da época, de autoria de Oliveira Bello. E em sua primeira página, os Rabiscos de Tenório, pseudônimo que ocultava o fundador, Caldas Júnior. Nos números seguintes, Emile Zola e Machado de Assis se faziam tão presentes como os literatos do estado.
A partir de 1899, o jornal institui uma seção chamada Poetas do Sul, na qual colaboram os nomes mais importantes da literatura gaúcha do final do século XIX:  Apolinário Porto Alegre, Damasceno Vieira, Mário Totta, Múcio Teixeira e Zeferino Brasil, entre outros.
À seção "Poetas do Sul", seguiu-se Literatura e Páginas Literárias, desembocando no suplemento Caderno de Sábado, que começou a circular no dia 30 de setembro de 1967 e transformou-se em "Letras & Livros" em 8 de agosto de 1981.
Zeferino Brasil, Sérgio de Gouvea, Paulo de Gouvea, Carlos Reverbel, Oswaldo Goidanich (Goida), P.F. Gastal e Sérgio Faraco se sucederam na direção das seções e suplementos literários do Correio.
Em 4 de fevereiro de 1934, Mário Quintana estreia no Correio, com o poema Madrugada. Mas Quintana somente passou a ser colaborador constante do jornal ao lançar seu Caderno H na edição de 18 de junho de 1953, permanecendo como funcionário até 1977. Com algumas interrupções, esteve presente em suas páginas até à sua morte, em 5 de maio de 1994.

### Uma nova fase

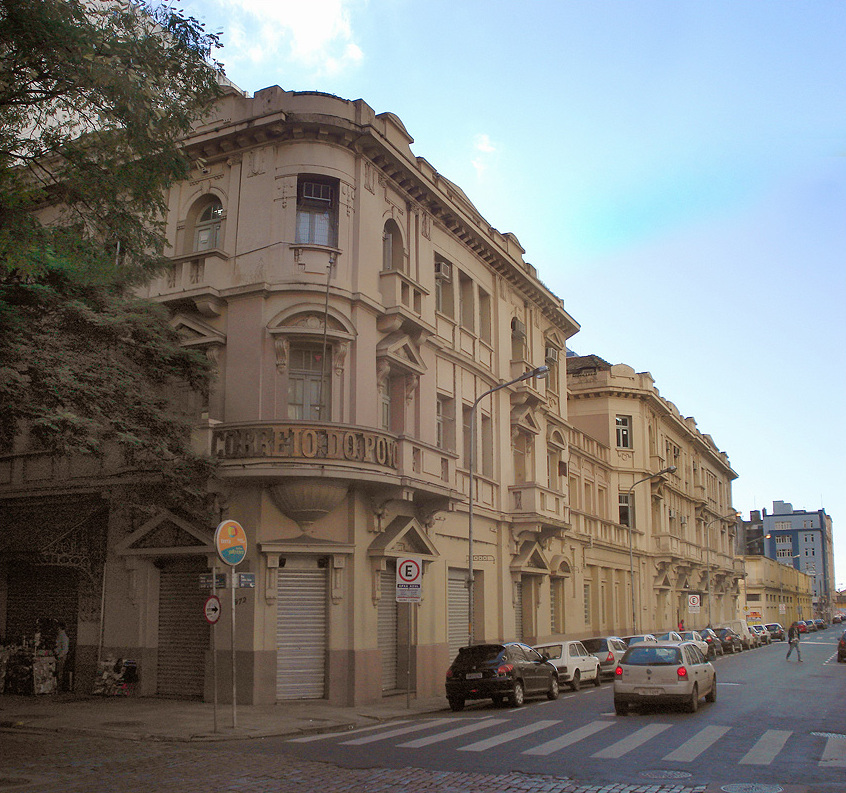
Edifício Hudson, sede do Correio do Povo

A partir de 1979, a Companhia Jornalística Caldas Júnior começou a enfrentar dificuldades, por conta da elevada dívida assumida para a instalação da TV Guaíba. Foi um período em que as portas de novos financiamentos se fecharam no Brasil, devido à primeira crise internacional do petróleo, e a inflação recrudesceu.
Em 16 de junho de 1984, o Correio deixou de circular, somente retornando em 31 de agosto de 1986, já sob o controle do empresário Renato Bastos Ribeiro.
Em 26 de maio de 1987, passou a ser um tabloide e experimentou novas inovações tecnológicas.
Em 1997, o Correio entrou na internet com o site CP.Net que replicava todo o conteúdo do jornal impresso para os assinantes.
Em março de 2007, o Correio do Povo passou a fazer parte do Grupo Record, juntamente com outras empresas do grupo, a TV Guaíba e as rádios Guaíba AM e FM, bem como o Edifício Hudson, no centro de Porto Alegre, onde funciona a redação do jornal.
Em outubro de 2009, estreou o novo site do Correio substituindo o antigo e com ele passou a ter a atualização do noticiário em tempo real e a edição digital do mesmo com acesso livre e gratuito a todos os internautas. Já no ano seguinte, o Correio passou a ser impresso totalmente em cores com rotativas modernas vindas da Alemanha juntamente do novo projeto gráfico moderno. Em outubro de 2015, na ocasião dos 120 anos, o Correio modernizou e renovou seu projeto gráfico.
Em 4 de junho de 2016, o jornal passa a ter as edições de fim de semana sendo publicadas apenas aos sábados. A edição dominical (+Domingo) passou a ser disponibilizada primeiro para os assinantes do jornal impresso (vindo com o exemplar de sábado) e da versão digital (disponibilizada para leitura e download nos dispositivos digitais) sendo vendida no dia seguinte para o público em geral.
Em 18 de junho de 2025, o jornal foi declarado patrimônio histórico-cultural da cidade de Porto Alegre, sendo um dos veículo de comunicação mais antigos da região, e conforme as motivações do ato declaratório, sua influência em alguns períodos históricos foi além das rotineiras funções jornalísticas.